# Karl Jahn (Orientalist)
Karl Emil Oskar Jahn (* 26. März 1906 in Brünn; † 7. November 1985 in Utrecht) war ein Orientalist, Islamwissenschaftler, Iranist und Turkologe. Ein Schwerpunkt seiner Arbeit war Raschīd ad-Dīn.

## Leben und Wirken
Karl Jahn war Sohn eines Oberfinanzrates. Nach dem Besuch der Volksschule und des humanistischen Gymnasiums nahm er ein Chemiestudium an der Universität Brünn auf, ging jedoch ein Jahr später nach Prag und studierte dort zunächst Kunstgeschichte, Geschichte und Archäologie, dann Orientalistik (Semitistik und Arabistik bei Adolf Grohmann und Max Grünert sowie Persisch und Türkisch bei Jan Rypka und Grünert). Zugleich entwickelte er ein Interesse für slawische Sprachen und Literatur, besonders Tschechisch und Russisch.
1929 studierte er an der Universität Leipzig Arabisch bei August Fischer, Assyriologie bei Heinrich Zimmern und Hethitologie bei Johannes Friedrich sowie arabische Dialektologie bei Hans Stumme. Nach seiner Promotion mit einer Dissertation Studien zur arabischen Epistologie studierte Jahn 1931 in Berlin bei Hans Heinrich Schaeder und Willi Bang-Kaup. Auch machte er Bekanntschaft mit Zeki Velidi Togan. 1934 hielt er sich für Handschriftenstudien in Istanbul auf, auch später reiste er immer wieder zu diesem Zweck in die Türkei. Von 1935 bzw. 1936 bis 1942 lehrte Jahn als Lektor Türkisch an der Deutschen Universität Prag; zugleich war er an der Universitätsbibliothek angestellt. 1937 wurde er Mitglied der Deutschen Morgenländischen Gesellschaft. 1938 habilitierte er sich an der Deutschen Universität Prag mit einer Arbeit über Raschīd ad-Dīns Dschami' at-tawarich. Am 18. April 1939 beantragte er die Aufnahme in die NSDAP und wurde rückwirkend zum 1. April desselben Jahres aufgenommen (Mitgliedsnummer 7.165.101). Am 18. Oktober 1940 erfolgte durch das Reichsministerium für Wissenschaft, Erziehung und Volksbildung seine Ernennung zum Dozenten (bis dato eine unbezahlte Tätigkeit) bzw. als Beamter auf Widerruf nach § 30 Absatz 1 des Deutschen Beamtengesetzes.
1942 wurde Jahn Assistenzbibliothekar an der Universitätsbibliothek Halle. Zugleich war er kommissarischer Leiter der Bibliothek der Deutschen Morgenländischen Gesellschaft in Halle. Zudem war er ab 1942 bis Kriegsende als Dolmetscher für Türkisch für die Wehrmacht tätig. Dies führte ihn in die von Deutschland besetzten Niederlande, wo er einer Einheit aus Aserbaidschanern zugeteilt war, die an den deutschen Befestigungsanlagen an der niederländischen Küste arbeitete. Nach einer kurzen Reise nach Prag kam er im April 1945 wieder in die Niederlande zurück und geriet in Kriegsgefangenschaft. Er wurde bald wieder entlassen und arbeitete als Sprachlehrer in den Niederlanden, bis er mit Hilfe von Orientalisten an der Universität Utrecht, darunter Jan Gonda und Johan Hendrik Kramers, ab 1947 bzw. 1948 zunächst als Privatdozent, ab 1. März 1950 als Honorarprofessor für Turksprachen und Slawische Sprachen an der Universität Utrecht tätig wurde. Am 1. Juli 1951 wurde Jahn wissenschaftlicher Beamter an der Universität Leiden (als Türkisch-Lehrer), wodurch der bis dahin Staatenlose wahrscheinlich die niederländische Staatsbürgerschaft erwarb. Am 24. Juli 1953 erfolgte Jahns Ernennung zum außerordentlichen Professor für Türkisch und Persisch an der Universität Leiden (zugleich blieb er in Utrecht tätig).
Seit 1955 war Jahn Chefredakteur der von ihm begründeten Central Asiatic Studies sowie des Central Asiatic Journal; 1957 war er Mitbegründer der Permanent International Altaistic Conference. In den 1960er Jahren betreute Jahn die Vorbereitungen für History of Iranian Literature, die 1968 erschienene englischsprachige Ausgabe des von Rypka und anderen Iranisten geschriebenen Literaturgeschichte, die im 20. Jahrhundert ein Standardwerk war. 1965 und 1967 war er als Gastprofessor für Geschichte Mittelasiens an der Universität Istanbul tätig; zudem erhielt er die Ehrenmitgliedschaft in der Türk Tarih Kurumu. 1967 wurde Jahn korrespondierendes Mitglied der Österreichischen Akademie der Wissenschaften. 1969 reiste er zum ersten Mal in den Iran, wo er als Ehrengast an einem Symposium über Raschīd ad-Dīn in Teheran und Täbris teilnahm. Den zugehörigen Berichtsband Rashīd Al-Dīn commemoration volume gab Jahn mit John Andrew Boyle heraus. 1971 reiste er erneut in den Iran, um an der 2500-Jahr-Feier der persischen Monarchie teilzunehmen. 1979 erhielt er von der Indiana University den Prize for Altaic Studies.
Jahn war einige Jahre Mitherausgeber von Die Welt des Islams.
Ab 1969 hielt sich Jahn hauptsächlich in Wien auf, wohin er 1973 nach seiner Pensionierung von seinen niederländischen Professuren zog. Von 1969 bzw. 1974 bis 1983 lehrte er als Gastprofessor an der Universität Wien.
Ca. 1980 konnte Jahn auf Einladung der Sowjetischen Akademie der Wissenschaften nach Usbekistan reisen, wo er sich in Samarqand und Buxoro aufhielt.
1983 kehrte Jahn in die Niederlande zurück.